# Phaethornis
Phaethornis je rod kolibříků z čeledi kolibříkovitých. Vyskytují se od jižního Mexika přes Střední a Jižní Ameriku až po severní Argentinu.

## Popis
Peří kolibříků tohoto rodu obvykle zahrnuje zelené, hnědé, rezavé nebo šedé odstíny. Většina druhů vykazuje na horní části těla zelené nebo bronzové duhové odlesky, ale ty jsou mnohem méně nápadné než u mnoha jiných kolibříků. Samčí a samičí opeření si je velmi podobné, rozdíly se omezují na detaily tvaru zobáku, tvaru ocasu a/nebo sytosti barev/vzorů. Žádný druh rodu Phaethornis nevykazuje silný pohlavní dimorfismus, který je obvykle spojován s kolibříky.
Kolibříci rodu Phaethornis mají obvykle dlouhý, zahnutý zobák, ačkoli tři druhy, kolibřík baguaský, jehlozobý a šídlozobý, mají prakticky rovný zobák. Mají červenou nebo žlutou spodní polovinu zobáku a jejich dvě centrální ocasní pera jsou protáhlá a zakončená bílou, žlutohnědou nebo okrovou barvou. Temeno hlavy je ploché a dva světlé pruhy na obličeji obklopují tmavou masku.
Většina druhů rodu Phaethornis se vyskytuje pouze na okrajích a v podrostu lesa, v lesích a na druhotných porostech, ale některé druhy (např. kolibřík Pretreův) se vyskytují i na otevřenějších stanovištích.
Mnoho druhů kolibříků vytváří shluky a shromažďuje se na tokaništích, kde si samice vybírají partnera. Samci kolibříků tohoto rodu jsou však obecně méně agresivní než samci ostatních kolibříků, i když obě pohlaví si budou bránit svá krmná území.
Většina kolibříků je spojena s helikóniemi, ale využívají i jiné zdroje nektaru, jako jsou květy bodlochlupu, mučenky, atd. V menší míře chytají malé členovce. Dlouhé, zahnuté zobáky typické pro většinu kolibříků, jsou adaptací na určité květiny.

## Taxonomie
Rod Phaethornis byl popsán roku 1827 Williamem Swainsonem, přičemž jako typový druh byl uveden kolibřík poustevník. Název rodu je kombinací starořeckých slov phaethōn, což znamená „slunce“, a ornis, což znamená „pták“. Rod nyní obsahuje 27 druhů.
Taxonomie některých skupin se v posledních letech[kdy?] významně změnila, zejména po osamostatnění několika malých kolibříků (kolibříka hnědohrdlého, podrostního a proužkohrdlého), dříve považovaných za poddruhy kolibříka trpasličího, a měnila se také po oddělení kolibříka západního od kolibříka poustevníka.

### Druhy v taxonomickém pořadí
| Obrázek | Český název           | Vědecký název             | Výskyt                                                                                  |
| ------- | --------------------- | ------------------------- | --------------------------------------------------------------------------------------- |
|         | kolibřík temnohrdlý   | Phaethornis squalidus     | Brazílie                                                                                |
|         | kolibřík pruhohrdlý   | Phaethornis rupurumii     | Brazílie, Kolumbie, Guyana a Venezuela                                                  |
|         |                       | Phaethornis aethopygus    | Brazílie                                                                                |
|         | kolibřík trpasličí    | Phaethornis longuemareus  | severovýchodníí Venezuela, severní Guyana, Surinam, Francouzská Guyana a Trinidad       |
|         | kolibřík hnědohrdlý   | Phaethornis idaliae       | jihovýchodní Brazílie                                                                   |
|         | kolibřík skořicový    | Phaethornis nattereri     | Bolívie a Brazílie                                                                      |
|         | kolibřík podrostní    | Phaethornis atrimentalis  | Kolumbie, Ekvádor a Per                                                                 |
|         | kolibřík proužkohrdlý | Phaethornis striigularis  | Střední a Jižní Amerika                                                                 |
|         | kolibřík šedobradý    | Phaethornis griseogularis | Brazílie, Kolumbie, Ekvádor, Peru a Venezuela                                           |
|         | kolibřík malý         | Phaethornis ruber         | Bolívie, Brazílie, Kolumbie, Ekvádor, Peru, Venezuela a Guyana                          |
|         | kolibřík Stuartův     | Phaethornis stuarti       | Bolívie a Peru                                                                          |
|         | kolibřík okrovobřichý | Phaethornis subochraceus  | Brazílie a Bolívie                                                                      |
|         | kolibřík tmavotemenný | Phaethornis augusti       | Brazílie, Kolumbie, Francouzská Guyana, Guyana, Surinam a Venezuela                     |
|         | kolibřík Pretreův     | Phaethornis pretrei       | Bolívie, Brazílie, Paraguay a severozápadní Argentina                                   |
|         | kolibřík šupinkový    | Phaethornis eurynome      | Argentina, Brazílie a Paraguay                                                          |
|         | kolibřík světlebřichý | Phaethornis anthophilus   | Kolumbie, Panama a Venezuela                                                            |
|         | kolibřík běloknírkový | Phaethornis hispidus      | Bolívie, Brazílie, Kolumbie, Ekvádor, Peru a Venezuela                                  |
|         | kolibřík bělovousý    | Phaethornis yaruqui       | Ekvádor a Kolumbie                                                                      |
|         | kolibřík šedobřichý   | Phaethornis guy           | Střední a Jižní Amerika                                                                 |
|         | kolibřík dlouhoocasý  | Phaethornis syrmatophorus | Kolumbie, Ekvádor a severní Peru                                                        |
|         | kolibřík baguaský     | Phaethornis koepckeae     | Peru                                                                                    |
|         | kolibřík jehlozobý    | Phaethornis philippii     | Bolívie, Brazílie a Peru                                                                |
|         | kolibřík šídlozobý    | Phaethornis bourcieri     | Brazílie, Kolumbie, Ekvádor, Francouzská Guyana, Guyana, Peru, Surinam a Venezuela      |
|         | kolibřík západní      | Phaethornis longirostris  | střední Mexiko na jih až po severozápadní Kolumbii, západní Venezuelu a západní Ekvádor |
|         |                       | Phaethornis mexicanus     | Mexiko                                                                                  |
|         | kolibřík poustevník   | Phaethornis superciliosus | Venezuela, Guyana a severovýchodní Brazílie                                             |
|         | kolibřík dlouhozobý   | Phaethornis malaris       | Bolívie, Brazílie, Kolumbie, Ekvádor, Francouzská Guyana, Peru, Surinam a Venezuela     |